# Sicherheitsschuh

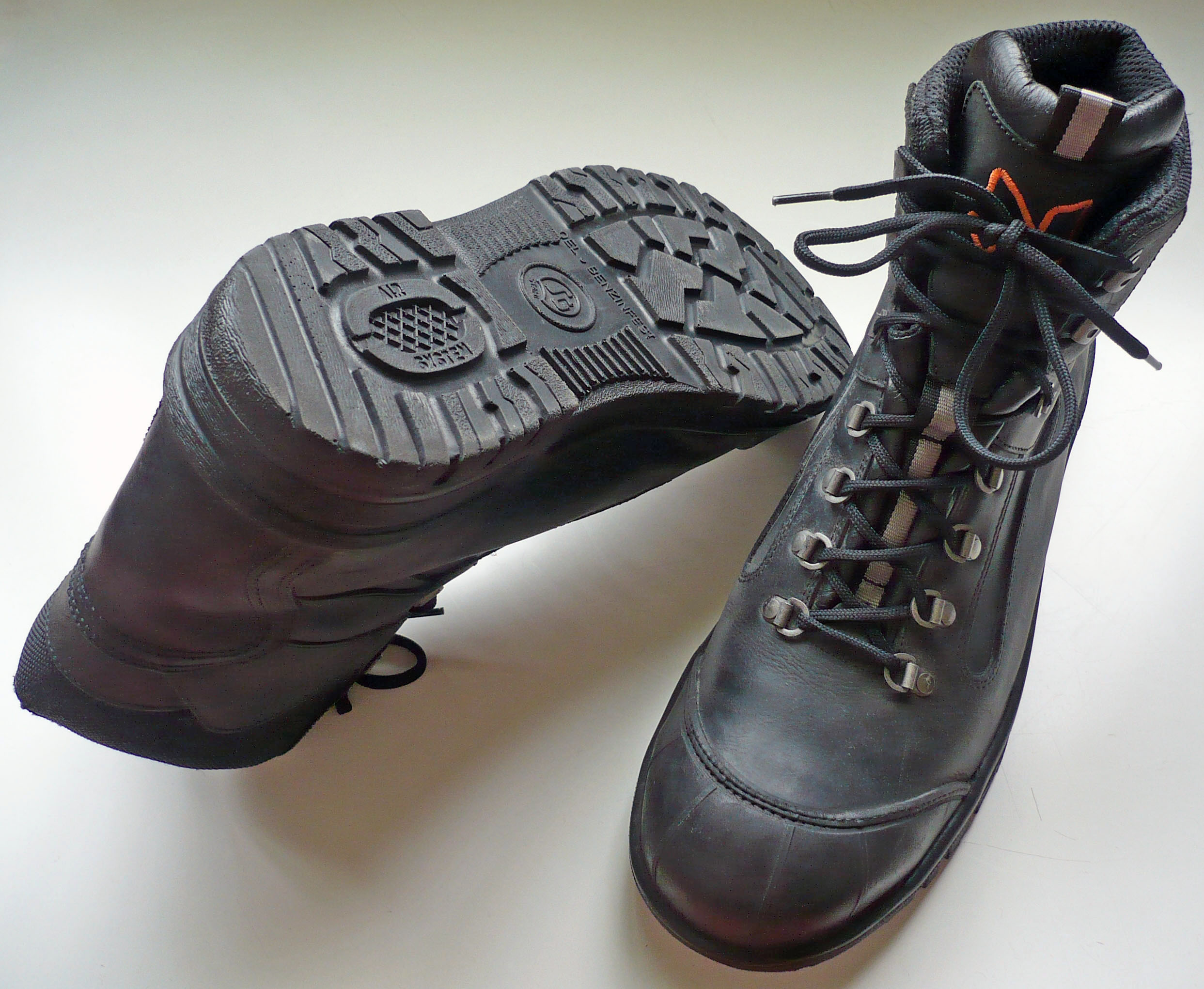
Sicherheitsstiefel der Kategorie S3

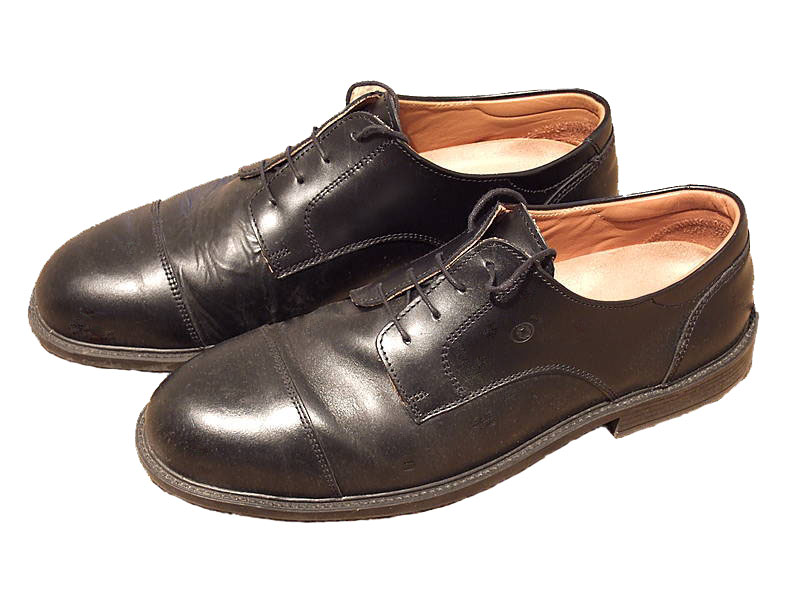
Sicherheitsschuh der Kategorie S3

Sicherheitsschuhe sind Halbschuhe und Stiefel, die als Schutzkleidung eingesetzt werden. Vorgeschrieben werden diese zum Beispiel von der Berufsgenossenschaft in der Industrie, im Handwerk, im Bauwesen und im Garten- und Landschaftsbau sowie bei der Feuerwehr, dem Technischen Hilfswerk, im Rettungsdienst, und bei der Polizei; sogar Köche müssen sie tragen.
Sicherheitsschuhe sind im vorderen Teil des Schuhs (zwischen Futter und Außenschaft) mit einer Schutzkappe aus Metall oder Kunststoff zum Schutz der Zehen ausgestattet. Das Obermaterial ist in der Regel Leder und die Schuhsohle besteht aus Gummi, Polyurethan oder thermoplastischen Elastomeren. Laut DGUV-Regel 112-191 haben Sicherheitsschuhe im Gegensatz zu Arbeitsschuhen zwingend eine Zehenschutzkappe, Arbeitsschuhe haben lediglich eine schützende Komponente, nicht aber unbedingt eine Schutzkappe.

## Kategorie, Schutzwirkung und Anforderungen

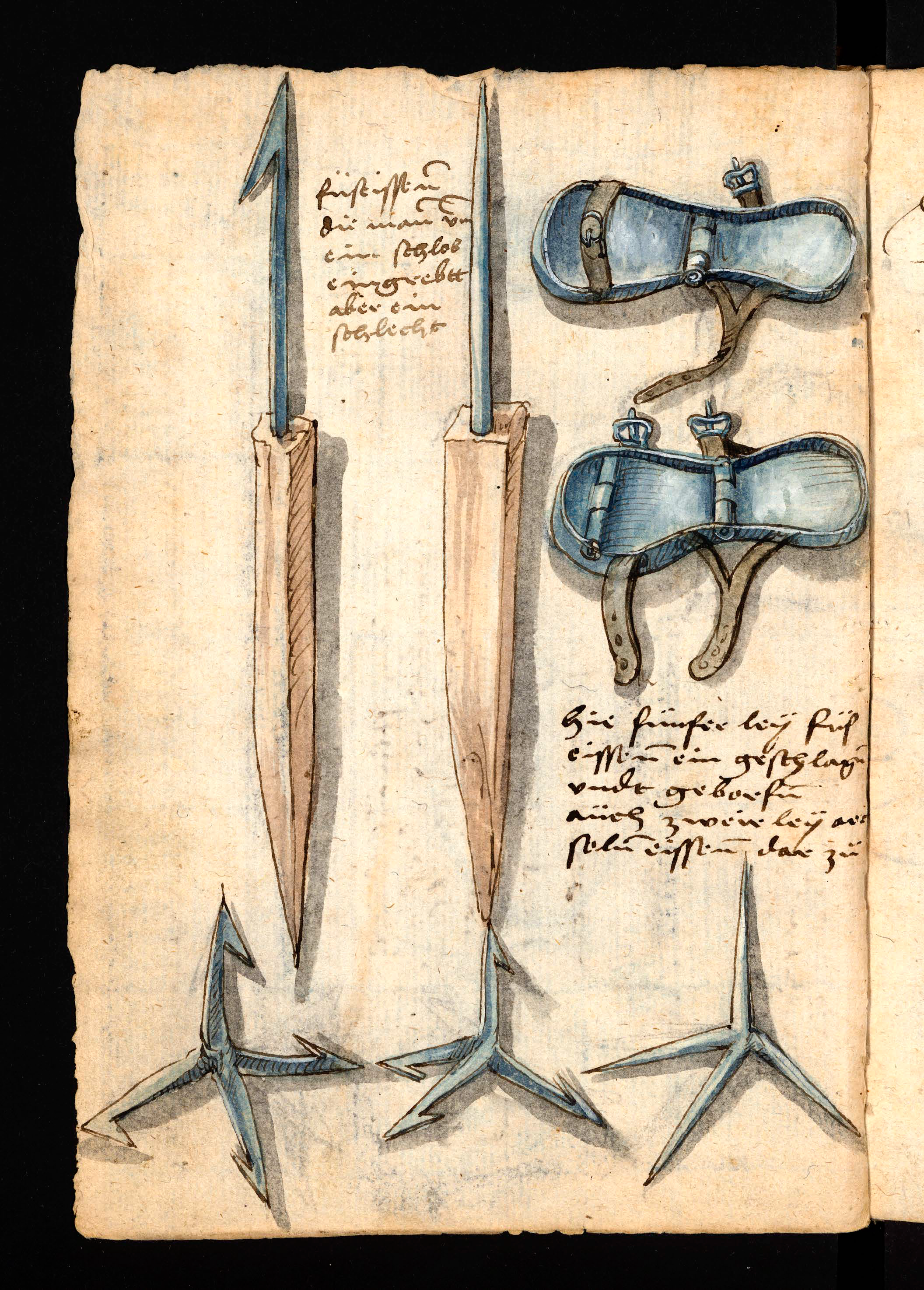
Unterschnallbare Metallsohlen zum Schutz gegen Fußangeln (Krähenfüße) aus dem Löffelholz-Codex von 1505

Insgesamt gibt es nach der DGUV-Regel 112-191 (früher berufsgenossenschaftliche Regel für Sicherheit und Gesundheit bei der Arbeit 191 bzw. GUV-R 191) mehrere genormte Kategorien:
Erster Buchstabe:
- S - Sicherheitsschuhe mit 200 Joule geprüfte Zehenschutzkappe nach EN ISO 20345:2011 bzw. DIN EN 12568
- P - Schutzschuhe mit 100 Joule geprüfte Zehenschutzkappe nach EN ISO 20346:2011
- O - Arbeitsschuhe ohne Zehenschutzkappe nach EN ISO 20347:2012

In die Schuhspitze ist eine Stahl-, Aluminium- oder Kunststoffkappe (bis zur Zehenwurzel reichend) eingelassen, die den Zehenbereich gegen Quetschungen durch darauf fallende schwere Gegenstände (bis zu 100/200 Joule) schützt. Die Zehenschutzkappe, umgangssprachlich „Stahlkappe“, wird in Sicherheitsschuhen und Schutzschuhen verwendet. Sie schützt die Zehen vor Verletzungen, zum Beispiel durch herabfallende Gegenstände, Maschinen (Trennschleifer) oder ähnlichem. Die Kappe kann aus Stahlblech oder aus Materialien wie Kunststoff, Aluminium oder Titan sein. Die Widerstandsfähigkeit einer Zehenschutzkappe wird in Joule angegeben. Bei Schutzschuhen muss die Kappe gegen mechanische Einwirkungen von 100 J, bei Sicherheitsschuhen von 200 J, schützen. Die Kategorieeinordnungen O und P spielen in Deutschland eher eine untergeordnete Rolle. In der Industrie sind Schuhe der Klassifizierungen S2 und S3 am häufigsten anzutreffen.
| Zehenschutzkappe | Zehenschutzkappe | Zehenschutzkappe | erfüllte Zusatzanforderungen | erfüllte Zusatzanforderungen | erfüllte Zusatzanforderungen | erfüllte Zusatzanforderungen | erfüllte Zusatzanforderungen | erfüllte Zusatzanforderungen | erfüllte Zusatzanforderungen | Klassifizierungsart                        |
| 200 Joule        | 100 Joule        | ohne             | A                            | FO                           | E                            | P                            | WRU                          | WR                           | Laufsohle                    | Klassifizierungsart                        |
| ---------------- | ---------------- | ---------------- | ---------------------------- | ---------------------------- | ---------------------------- | ---------------------------- | ---------------------------- | ---------------------------- | ---------------------------- | ------------------------------------------ |
| SB               | PB               | OB               | –                            | –                            | –                            | –                            | –                            | –                            | –                            | I – herkömmlich geformt                    |
| S1               | P1               | O1               | A                            | FO                           | E                            | –                            | –                            | –                            | –                            | I – herkömmlich geformt                    |
| S1P              | –                | O1P              | A                            | FO                           | E                            | P                            | –                            | –                            | –                            | I – herkömmlich geformt                    |
| S2               | P2               | O2               | A                            | FO                           | E                            | –                            | WRU                          | –                            | –                            | I – herkömmlich geformt                    |
| S3               | P3               | O3               | A                            | FO                           | E                            | P                            | WRU                          | –                            | profiliert                   | I – herkömmlich geformt                    |
| S4               | –                | O4               | A                            | FO                           | E                            | –                            | WRU                          | WR                           | –                            | II – vollständig geformt oder vulkanisiert |
| S5               | –                | O5               | A                            | FO                           | E                            | P                            | WRU                          | WR                           | profiliert                   | II – vollständig geformt oder vulkanisiert |

Bedeutung der Zusatzangaben:
- A – antistatische Schuhe: Der spezifische Durchgangswiderstand des Schuhs ist gemäß DIN EN 61340-4-3 größer gleich 105 Ohm und kleiner gleich 108 Ohm. Beim zusätzlichen Tragen von Überziehschuhen oder Überziehstiefeln (Produktschutz in sauberen Arbeitsbereichen oder im Reinraum) wird der Grenzwert von 108 Ohm leicht überschritten.
- AN – Fußknöchelschutz, mindestens 20 kN
- C – leitfähige Schuhe
- CI – Kälteisolierung (Probe bei −20 °C) bei Temperaturen unter 10 °C
- CR – Schnittfester Schaft, Faktor größer 2,5 – Für den Einsatzbereich in der Forstwirtschaft sind Schnittschutzschuhe erhältlich, die einen besonderen Schutz gegen Schnitte mit Kettensägen aufweisen. Der Kettensägenschnittschutz nach DIN EN ISO 17249 definiert drei Schnittschutzniveaus bzgl. der Kettengeschwindigkeit 1 bis 20 m/s, 2 bis 24 m/s, 3 bis 28 m/s
- E – Energieaufnahme im Fersenbereich mindestens 20 Joule
- ESD – Electrostatic Discharge – wenn der elektrische Durchgangswiderstand des Systems Personen-Schuh-Fußboden nach DIN EN 61340-5-1 (Mensch im Schuh auf Metallplatte) zwischen 0,75 und 35 MOhm liegt, in Abhängigkeit der Klimaklassen 1 (15 % r. LF), 2 (25 % r. LF), 3 (50 % r. LF) nach DIN EN 61340-4-3 (Metallkugel im Schuh auf Metallplatte).
- FO – öl- und benzinresistente Sohle
- HI – Wärmeisolierung
- HRO – Verhalten gegenüber Kontaktwärme (Wärmebeständigkeit der Sohle bei 300 °C mindestens 60 Sekunden ohne Schmelzung)
- I – elektrisches Isolierschuhwerk
- M – Mittelfußschutz, definierte verbleibende Resthöhe
- ORO - Oil Resistance Outsole – frühere Bezeichnung, ersetzt durch FO
- P – Durchtrittsichere Sohle, mindestens 1100 Newton. Sie schützt die Fußsohle vor Penetrationsverletzungen durch Nägel und andere spitze Gegenstände. Die durchtrittsichere Sohle ist in den Schuh eingearbeitet oder eingelegt. Sie besteht aus Gewebe oder Stahlblech und erfüllt die EN ISO-Norm 20344:2011. Moderne Sohlen werden aus einem technischen Gewebe wie Kevlar, ParaAramide, Lenzi, Fibre-LS oder ähnlichem gefertigt, diese sind angenehmer zu tragen, weil sie biegsamer sowie kälte- und wärmeisolierend sind. Sie decken zudem die komplette Brandsohle ab, was bei Stahl nicht der Fall ist.
- SRA – Rutschhemmung – Testverfahren: Keramik mit Schmiermittel: H2O und Reinigungsmittel, größer als 0,32 bei der Schuhsohle und größer 0,28 am Schuhabsatz bei einem Steigungswinkel von 7°
- SRB – Rutschhemmung – Testverfahren: Stahl mit Schmiermittel Glycerin, größer als 0,18 bei der Schuhsohle und größer 0,13 am Schuhabsatz bei einem Steigungswinkel von 7°
- SRC – SRA+SRB
- WG – Schutz für kleine Spritzer geschmolzenen Metalls für Schweißarbeiten
- WR – Beständigkeit des gesamten Schuhs gegen Wasserdurchtritt und Wasseraufnahme, kein Wassereintritt während der ersten 15 Minuten; Innerhalb von 30 min liegt die Wasseraufnahme bei unter 2 g, nach 100 Verlängerungen weniger als 3 cm³ eindringendes Wasser
- WRU – Beständigkeit des Schuhoberteils gegen Wasserdurchtritt und Wasseraufnahme, innerhalb von 60 Minuten maximal 30 %

Zwischen Zehenschutzkappe und Außenschaft ist ein reibungsminderndes Material (meist Filz, Lederfaserstoff oder Kautschuk) eingelassen, so dass der Schaft in diesem Bereich nicht unnötig belastet wird. Die Laufsohle besteht zumeist aus gut haftenden PU-, TPU- oder Gummimischung und ist stark profiliert.
Die Einzelheiten der Schuhausrüstung ergeben sich aus den Anforderungen im jeweiligen Arbeitsbereich. So sollen Schuhe für Schlachter zum Beispiel weitgehend wasserdicht sein, für Elektriker isolierend, Feuerwehrleute benötigen Schuhe, deren Materialien weitgehend flammfest sind und deren Verschluss sich schnellstmöglich schließen lässt (siehe Bild: Reißverschluss, der zusätzlich durch eine Schnürung einstellbar ist).

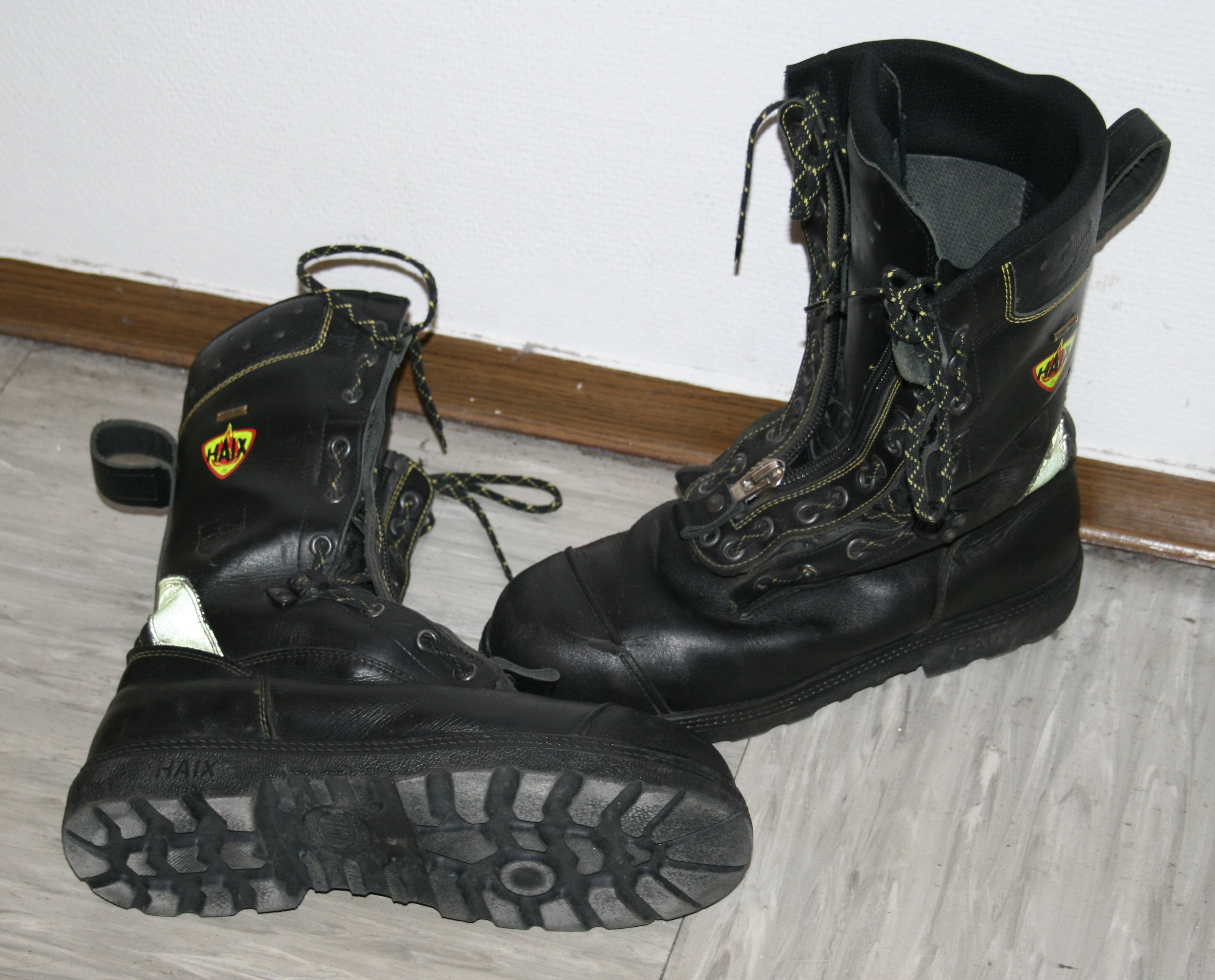
Feuerwehrstiefel, Schutzklasse S3

## Winter / Kälte
Für Außenarbeiten im Winter gibt es Winter-Sicherheitsschuhe. Diese erfüllen zumeist die Mindest-Norm CI und SRC, darüber hinaus WR oder WRU. Für das Innenfutter wird dabei zum Beispiel ein Thinsulate-Material verwendet oder ein anderes abriebfestes Kunstfell, während das Obermaterial aus einem hydrophobierten beziehungsweise wasserabweisenden Glattleder besteht. Das Material ist jedoch in erster Linie von der Schutzklasse abhängig. So werden Sicherheitsschuhe der Klassen SB bis S3 aus Leder oder anderen Materialien gefertigt, Schuhe der Klassen S4 und S5 sind hingegen vollständig geformt oder vulkanisiert. Das hat den Grund, dass sie für Bereiche mit viel Wasser und Feuchtigkeit ausgelegt sind.
Winter-Sicherheitsschuhe gibt es mit herkömmlicher Stahlkappe und -sohle (preiswerte Ausführungen) oder mit Alu- oder Kunststoffkappe beziehungsweise mit No-metal-Sohle (bessere kälteisolierende Schutzwirkung).

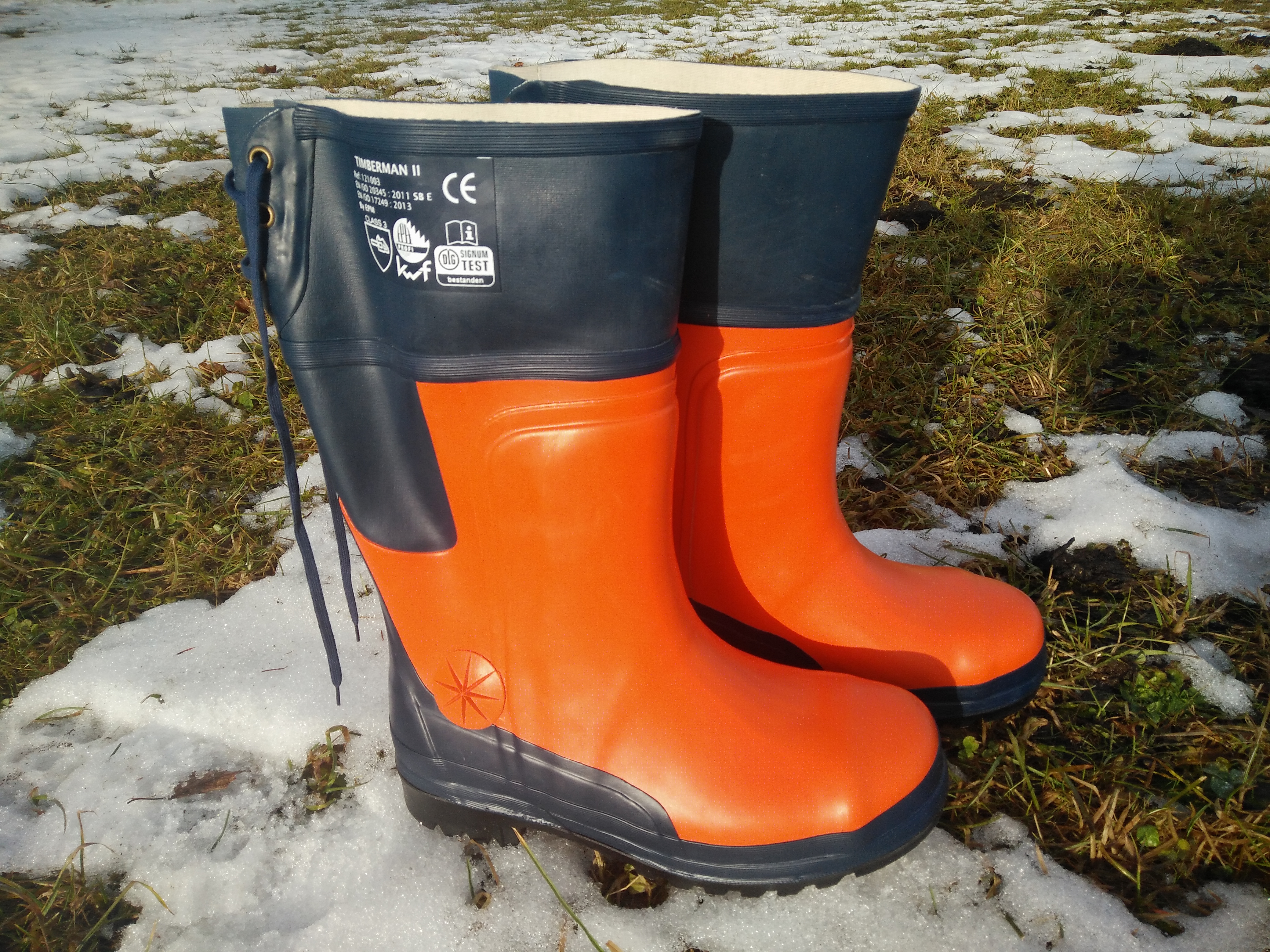
Schnittschutzstiefel

## Feuerwehr / Entflammbarkeit
Feuerwehrsicherheitsschuhe müssen bestimmten Anforderungen nach EN 15090:2012 und den Unfallverhütungsvorschriften (UVV) gerecht werden. Schuhe für den Einsatzdienst müssen der Schutzklasse EN 15090:2012 entsprechen. Diese Norm enthält weitere Unterteilungen.
Bei der Feuerwehr ist als weiteres Merkmal meist ein Schnellverschluss in Form eines Reißverschlusses vorhanden. Die Schaftweite solcher Stiefel wird mittels Schnürung einmal an den Träger angepasst, für das schnelle An- und Ausziehen der Stiefel ist so nur noch das Öffnen und Schließen des Reißverschlusses erforderlich. Bei Gummistiefeln entfällt dieses Merkmal.

## Mode
Seit den 1970er Jahren sind Stahlkappenstiefel als Modeartikel beliebt. Dieser Trend stammt aus der Skinhead-Szene, deren Angehörige begannen, schwere Stiefel (Steels) außerhalb der Arbeitszeit zu tragen, um ihre behauptete oder tatsächliche Herkunft aus der englischen Arbeiterklasse äußerlich zu betonen. Diese Mode wurde auch in anderen Jugendkulturen populär, zum Beispiel in der Punk-, Metal-, Industrial- und Wave-Szene (EBM, Gothic usw.), sowie in Teilen der BDSM-Kultur.
Weitere Aspekte, die die Popularität von Stahlkappenstiefeln als Freizeitschuhwerk mitbestimmten, sind die Einsetzbarkeit der Stahlkappen in körperlichen Auseinandersetzungen oder der Wunsch nach einem „harten“ Image. Tatsächlich waren Stahlkappenstiefel zeitweise in englischen Fußballstadien als Waffen verboten. Beim Pogo sind diese Stiefel nützlich, weil sie die Füße schützen, wenn andere auf den Schuh treten.
Ein weiterer Aspekt ist das sichere Gehen auf dem Gelände von Freiluft-Musikfestivals, das oftmals durch Wettereinwirkung nass und schlammig ist; außerdem bieten Sicherheitsschuhe Schutz gegen dort allfällige, vorsätzlich oder fahrlässig nicht korrekt entsorgte Zeltheringe, Glassplitter und Getränkedosen sowie andere Gegenstände und Geländeunebenheiten. Ebenso kommt es durch die Dämpfung von Sicherheitsschuhen nicht zu Fersenprellungen. Sicherheitsschuhe sind meist leichter als Bergstiefel, was das Tanzen erleichtert.
Neben den originalen Doc-Martens-Stiefeln existiert eine Reihe von Herstellern, die Rangers herstellen, also Stahlkappenstiefel, die Armee-Kampfstiefeln stark ähneln. Eine breite Palette von Farben und Formen ist erhältlich, auch solche mit diversen Schnallen oder Ketten, vom knöchelhohen Straßenschuh bis zum über das Knie reichenden Stiefel. Die Höhe solcher Schuhe wird in der Anzahl der Löcher für die Schnürbänder auf einer Seite angegeben; gängige Größen sind 3 oder 4 Löcher (Halbschuh), 10, 14 (Stiefel), 20 (hoher Stiefel), 30 (sehr hoher Stiefel).
Imitate von Sicherheitsstiefeln lassen bei genauerem Hinschauen viele Details echter Sicherheitsschuhe in Stiefel-Variante vermissen. Traditionell gibt es in Nordamerika noch verhältnismäßig viele Hersteller (zum Beispiel WESCO, Red Wing Shoes und White’s) von Sicherheitsschuhen als Stiefel-Variante in verschiedenster, den jeweiligen Einsatz-Erfordernissen angepasster Ausstattung und Machart (für Waldarbeiter, Postboten usw.). Auffallend sind die dort noch verbreiteten, schuhklimatisch und wegen Haltbarkeit sowie Reparaturfähigkeit überragenden Volllederstiefel (keine Innenschuhausstattung mit Kunstfasern oder ähnlichem), die genäht (flexibelgenäht, rahmengenäht oder zwiegenäht) werden.
Eng verwandt mit reinen Sicherheitsschuhen in Stiefel-Variante, mit oder ohne Stahlkappe, sind die Arbeitsstiefel der amerikanischen Cowboys (Westernstiefel) sowie einige Motorradstiefeltypen (letztere meist ohne Stahlkappe, welche die Bedienung des Fußschalthebels erschweren würde).
Auch bei normgerechten Sicherheitsschuhen ist die Mode ein wichtiger Faktor geworden. Sie haben daher oftmals nicht mehr den Arbeitsschuhcharakter, sondern werden modisch gestaltet. Beispielsweise gibt es elegante Damen-Sicherheitsschuhe mit Absätzen für Damen, die im „Business-Outfit“ Sicherheitsbereiche durchqueren müssen (Fertigungsleiterinnen, Sicherheitspersonal an Flughäfen etc.).

## Normen
- DIN ISO 20345 Sicherheitsschuhe alt: DIN EN 345
- DIN ISO 20346 Schutzschuhe alt: DIN EN 346
- DIN ISO 20347 Berufsschuhe alt: DIN EN 347
- DIN ISO 20344 Prüfverfahren
- DIN EN 12568 Prüfverfahren
- DIN 4843 Gebrauchseigenschaften (Veraltet, in DIN EN ISO 20344-20347 enthalten)
- DIN VDE 0680 Körperschutzmittel im Niederspannungsbereich